# Goos
Goos – miejscowość i gmina we Francji, w regionie Nowa Akwitania, w departamencie Landy.
Według danych na rok 1990 gminę zamieszkiwało 437 osób, a gęstość zaludnienia wynosiła 42 osób/km² (wśród 2290 gmin Akwitanii Goos plasuje się na 760. miejscu pod względem liczby ludności, natomiast pod względem powierzchni na miejscu 1035.).